# Липа (Јањина)
Липа (грч. Λίππα) је насељено место у Јањинском округу, Грчка. Према попису становништва из 2011. године било је 70 становника. Налази се 50 km од Јањине, и припада општини Додони.